# Wrexham Football Club 1990-1991
Questa voce raccoglie le informazioni riguardanti il Wrexham Football Club nelle competizioni ufficiali della stagione 1990-1991.

## Stagione
La squadra partecipa al campionato di quarta serie concluso al 24º e ultimo posto.
La squadra partecipa anche alla Coppa delle Coppe uscendo agli ottavi di finale per mano degli inglesi del Manchester United.

## Rosa
| N. |                        | Ruolo | Calciatore          |
| -- | ---------------------- | ----- | ------------------- |
|    | Inghilterra (bandiera) | P     | Mark Morris         |
|    | Inghilterra (bandiera) | D     | Nigel Beaumont      |
|    | Irlanda (bandiera)     | D     | Brian Carey         |
|    | Galles (bandiera)      | D     | Joey Jones          |
|    | Inghilterra (bandiera) | D     | Mark Sertori        |
|    | Galles (bandiera)      | D     | Michael Williams    |
|    | Inghilterra (bandiera) | D     | Philip Hardy        |
|    | Galles (bandiera)      | D     | Kevin Richard Jones |
|    | Inghilterra (bandiera) | D     | Alan Kennedy        |
|    | Inghilterra (bandiera) | D     | Andrew Thackeray    |
|    | Inghilterra (bandiera) | D     | Darren Wright       |
|    | Galles (bandiera)      | D     | Wayne Phillips      |

| N. |                        | Ruolo | Calciatore       |
| -- | ---------------------- | ----- | ---------------- |
|    | Inghilterra (bandiera) | C     | John Bowden      |
|    | Galles (bandiera)      | C     | Brian Flynn      |
|    | Inghilterra (bandiera) | C     | Geoff Hunter     |
|    | Inghilterra (bandiera) | C     | Sean Reck        |
|    | Galles (bandiera)      | C     | Gareth Owen      |
|    | Inghilterra (bandiera) | A     | Chris Armstrong  |
|    | Galles (bandiera)      | A     | Lee Jones        |
|    | Inghilterra (bandiera) | A     | Andy Preece      |
|    | Inghilterra (bandiera) | A     | Ashley Ward      |
|    | Inghilterra (bandiera) | A     | Gary Worthington |
|    | Inghilterra (bandiera) | A     | Graham Cooper    |
|    | Inghilterra (bandiera) | A     | David O'Gorman   |